# Леокадія Почиковська
Леокадія Почиковськая (24 вересня 1955, Крево, Сморгонський район, Гродненська область, Білорусь) — литовська політик і громадський діяч, політична діячка польської національної меншини, депутатка Сейму Литовської Республіки у 2004—2008.

## Життєпис
Народилася в Білорусі.
У віці 3 років переїхала з батьками, дідусями і бабусями до Вільнюса.
У 1972 закінчила вільнюську середню школу № 37.
У 1972—1993 працювала у науково-дослідницькому інституті технічного нагляду.
У 1993 закінчила Вільнюський університет і отримала спеціальність економіста.
У 1994—2007 член Виборчої акції поляків Литви.
Упродовж декількох років — віце-президент цієї організації.
У 1995—2004 — членкиня районної ради від ВАПЛ у Вільнюському районі, у цей період була мером району.
У 1996 від Балтійського Фонду стажувалась у США з теми муніципальної роботи і податкових органів.
У 1999 рокові пройшла стажування у США з прав жінок і соціальних питань.
У 2004 перемогла на виборах до Сейму по округу Вільнюс—Ширвінтос, де співпрацювала також із народною фракцією Казимири Прунскене.
У грудні 2007 оголосила про вихід з ВАПЛ, критикуючи авторитарні, за її оцінкою, методи керування партією Вальдемара Томашевського.
На виборах до Сейму 2008 балотувалася від того ж округу, за списком Литовської селянської спілки. Набрала 4,11 % голосів у першому турі.
Володіє литовською, англійською, і польською мовами.
Одружена.
Чоловік — Станіслав Янушаускас. Сини — Андрюс та Альгірдас.